# Date and Switch
Date and Switch, originalmente intitulado Gay Dude (Brasil: Saindo do Armário / Portugal: Encontros Trocados) é um filme de amigos de comédia estado-unidense realizado por Chris Nelson, escrito por Alan Yang e protagonizado por Nicholas Braun, Hunter Cope, Dakota Johnson e Zach Cregger.
O filme foi lançado nos cinemas norte-americanos e por vídeo a pedido a 14 de fevereiro de 2014 e no Brasil o filme foi lançado diretamente em vídeo a 26 de junho de 2014.

## Sinopse
Matty e Michael são dois melhores amigos virgens que prometem um ao outro que terão relações sexuais antes do baile de formatura. Entretanto, Matty conta ao Michael que ele é gay, mudando sua jornada.

## Elenco
- Nicholas Braun como Michael: o "amigo heterossexual de Matty que se esforça ao máximo para encontrar um namorado para ele".[8]
- Hunter Cope como Matty: o melhor amigo gay de Michael[7]
- Dakota Johnson como Em: a ex-namorada solidária de Matty[7]
- Nick Offerman como Terry: o pai apoiador de Michael[7]
- Gary Cole como Dwayne: o pai conservador de Matty[7]
- Megan Mullally como Patricia: a mãe de Matty[7]
- Sarah Hyland como Ava: namorada de Michael[8]
- Brian Geraghty como Lars: irmão mais velho de Matty[7]
- Zach Cregger como Greg
- Quinn Lord como Michael (8 anos)
- Adam DiMarco como Jared[9]
- Aziz Ansari como Marcus
- Larry Wilmore como Sr. Vernon
- Ray Santiago como Salvador
- MacKenzie Porter como cantora country

## Produção
Alan Yang começou a escrever o argumento em 2009. Gay Dude foi parte de um dos dez projetos cinematográficos de "baixo orçamento" da Lionsgate, todos produzidos com dois milhões de dólares americanos. A filmagem foi feita em Maple Ridge, Colúmbia Britânica no Canadá em agosto de 2011.